# 京菜
北京菜是由魯菜、市肆菜、譚家菜、清真菜和宮廷菜五種菜系融合而成。因早期不少山東名厨進京，故北京与山東飲食習慣頗為相似。進京的魯菜主要有兩派，“濟南幫”和“福山幫”，其中福山幫用獨家秘方海腸粉末提鮮，所以脫穎而出，成爲了京菜的基調。到了遼代及元代之後，由於北京的蒙古族、回族、滿族等北方民族逐渐增多，京菜的風味受到此影響，與羊肉相關的菜餚遂而多了起來。至明清兩代时，北京是全中國的政經及文化中心，宮廷御廚和大臣的厨房都集中於此，不僅烹調技術因而提升，各地主要的飲食口味也齊聚於北京。

## 烹調
北京菜烹調方法非常多元，以爆、烤、涮、溜、炸、燒、炒、扒、煨、燜、醬、拔絲、白煮等技法見長。其中的“爆”法，變化多樣，可分為油爆、醬爆、蔥爆、水爆、湯爆等。京菜口味几百年来一直講究肉烂汤肥，汁浓味厚；且要做到色、香、味、形、器等五面俱全。但进入二十一世纪后，因生活水準较前大为提升，民众注重健康而口味改变，京菜口味在短短十余年间，劇变成為当今的酥脆鮮嫩、清香爽口。

## 菜式

### 主菜
- 北京烤鸭
- 蔥爆豬肉
- 京酱肉丝
- 驢打滾
- 豆汁兒
- 涮羊肉
- 砂鍋魚翅
- 春餅捲菜
- 老北京爆肚
- 炙子烤肉
- 板栗烧白菜
- 芥末墩儿
- 三不粘
- 坛子肉
- 米粉肉
- 芙蓉鸡片
- 炸羊尾
- 烧茄子
- 炸烹里脊
- 扒肉条

### 小吃
中國北方的小吃講求制作需时短或可以比较长时间储存，随吃随取，不須如烹调主餐般费事。
- 爆肚
- 卤煮火烧
- 白水羊头
- 褡裢火烧
- 炒疙瘩
- 麻豆腐
- 茶汤
- 宫廷奶酪
- 炒肝
- 炒红果
- 豆腐脑
- 豆汁
- 焦圈
- 驴打滚
- 薩其马
- 艾窝窝
- 豌豆黄
- 芸豆卷
- 绿豆糕
- 茯苓夹饼
- 冰糖葫芦
- 山楂糕
- 肉末烧饼
- 酱牛肉
- 羊杂碎
- 炸灌腸
- 面茶
- 它似蜜
- 杏仁豆腐
- 北京油餅
- 豆餡燒餅
- 麻醬麵
- 杏仁茶

## 餐廳
北京著名的京城老字号有：
| 京城老字号 |
| - 东来顺涮羊肉 - 全聚德烤鸭 - 便宜坊烤鸭（焖炉烤鸭） - 北海仿膳饭庄 - 同和居饭庄 - 爆肚冯爆肚老北京铜锅刷肉 - 前门都一处烧卖（店主自稱乾隆帝嗜吃，名之） - 六必居酱菜 - 天源酱园酱菜 - 王致和调味品 - 月盛斋烧羊肉 - 天福号酱肘子 - 砂鍋居各種砂鍋煮食 - 稻香村食品店 |

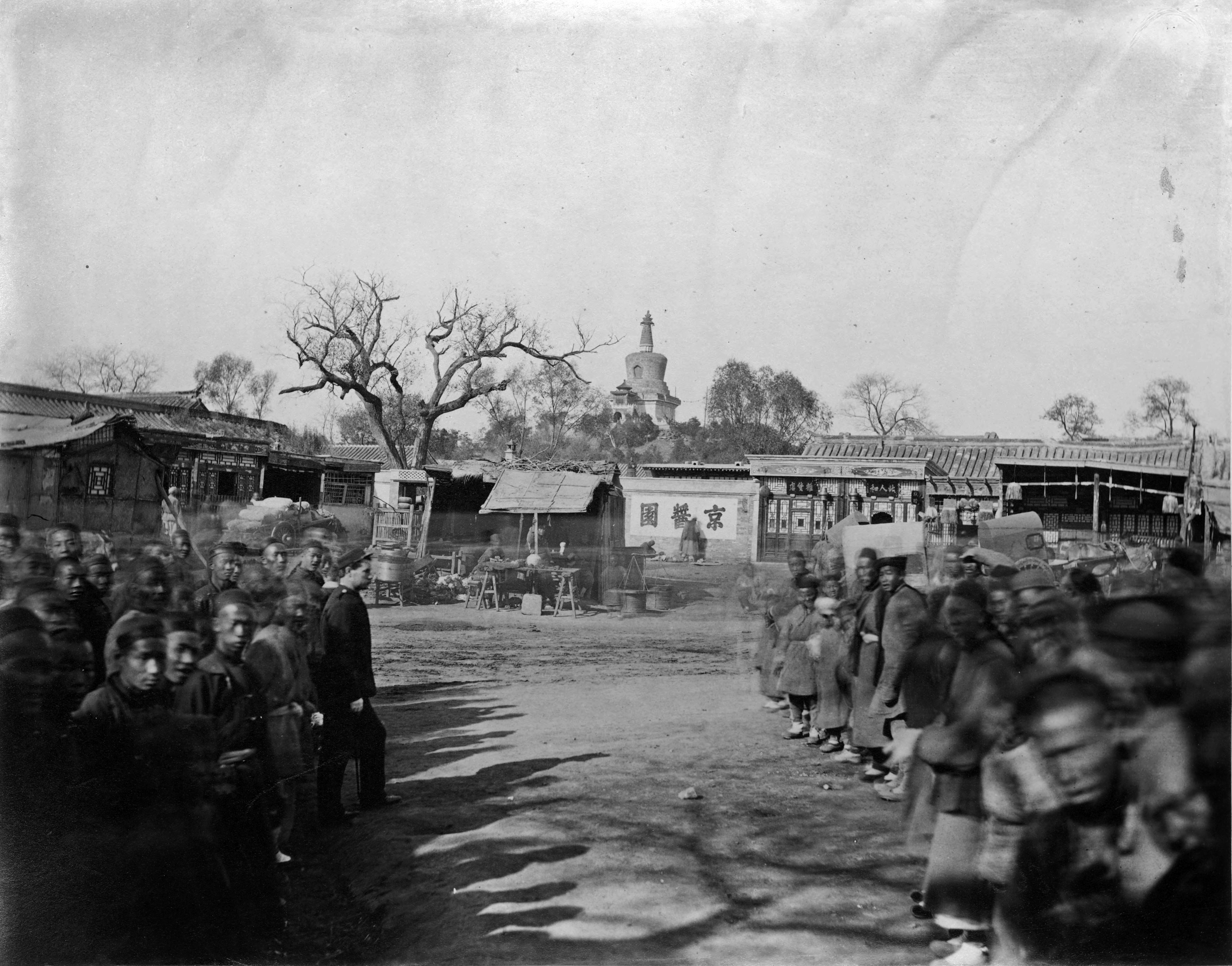
北海旁边的一家京醬園和露天食品店，1879年前后拍摄。